# 1397
Évszázadok: 13. század – 14. század – 15. század
Évtizedek: 1340-es évek – 1350-es évek – 1360-as évek – 1370-es évek – 1380-as évek – 1390-es évek – 1400-as évek – 1410-es évek – 1420-as évek – 1430-as évek – 1440-es évek
Évek: 1392 – 1393 – 1394 – 1395 –  1396 – 1397 – 1398 – 1399 – 1400 – 1401 – 1402

## Események

### Határozott dátumú események
- február 27. – A körösudvarhelyi országgyűlésen a Garai-liga hívei meggyilkolják a Lackfiakat, ezzel a király a Garaiak befolyása alá kerül.
- június 17. – Dánia, Norvégia és Svédország a kalmari unióban egyesül.
- július 14. – Luxemburgi Zsigmond békét köt II. Ulászló lengyel királlyal és Vitold litván nagyfejedelemmel.[1]
- augusztus 3. – Luxemburgi Zsigmond szabályozza a jobbágyok költözködési feltételeit.[2]
- szeptember 29.–október – A temesvári országgyűlés elhatározza a telekkatonaság felállítását, ezzel a nemesség a jobbágyokra hárítja az országvédelem terheit. Több, a jobbágyokat sújtó rendelkezést is hoznak.[3][4]

### Határozatlan dátumú események
- az év folyamán –
  - Hedvig lengyel királynő Prágában kollégiumot alapít litván származású klerikusok iskoláztatására.[5]
  - Máltán létrejön az Università, a részlegesen önálló helyi önkormányzat.

## Születések
- május 15. – Szedzsong koreai király
- augusztus 10. – Albert magyar és német király († 1439)
- november 15. – V. Miklós pápa († 1455)[6]

## Halálozások
- szeptember 8. – Thomas of Woodstock, III. Eduárd angol király fia